# Jean-Patrick Sahajasein
Jean-Patrick Aladd Sahajasein (* 19. Januar 1970) ist ein ehemaliger mauritischer Tischtennisspieler.

## Biografie
Sahajasein nahm an den Olympischen Sommerspielen 2000 in Seoul teil. Im Einzel schied er in der Vorrunde aus und belegte den 49. Rang.